# هاستانه-عدلیه (متروی استانبول)
هاستانه-عدلیه (انگلیسی: Hastane—Adliye)) یکی از ایستگاه‌های خط ام۴ متروی استانبول است.
این ایستگاه که در منطقه کارتال قرار دارد در سال ۲۰۱۲ تأسیس شده‌است.